# Leuchtturm (Lied)
Leuchtturm ist ein Lied der deutschen Popband Nena aus dem Jahr 1983.

## Entstehung und Veröffentlichung
Das Lied wurde von den beiden Nena-Band-Mitgliedern Jörn-Uwe Fahrenkrog-Petersen und Nena Kerner geschrieben beziehungsweise komponiert. Für die Produktion zeichneten Reinhold Heil und Manfred Praeker verantwortlich.
Die Erstveröffentlichung von Leuchtturm erfolgte als Teil von Nenas selbstbetitelten Debütalbums am 14. Januar 1983 bei CBS Records. Am 25. April 1983 erschien das Lied erstmals als dritte Singleauskopplung aus dem Album. Diese erschien als 7″-Single mit der B-Seite Kino. Im gleichen Jahr erschien auch eine 12″-Picture-Maxi, die um den Titel Satellitenstadt erweitert wurde. 2002 nahm die Sängerin Nena eine Soloversion des Liedes für ihr Coveralbum 20 Jahre – Nena feat. Nena auf.
Das Lied war unter anderem Teil des Soundtracks von Wolfgang Bülds Musikfilm Gib Gas – Ich will Spaß.

## Mitwirkende
- Schlagzeug: Rolf Brendel
- Bass: Jürgen Dehmel
- Keyboards: Uwe Fahrenkrog-Petersen
- Gitarre: Carlo Karges
- Gesang: Nena Kerner
- Saxophon: David Sanborn

## Charts und Chartplatzierungen
| ChartsChartplatzierungen | Höchstplatzierung | Wochen/ Monate |
| ------------------------ | ----------------- | -------------- |
| Deutschland (GfK)        | 2 (17 Wo.)        | 17 Wo.         |
| Österreich (Ö3)          | 3 (2½ Mt.)        | 2½ Mt.         |

| ChartsJahrescharts (1983) | Platzierung |
| ------------------------- | ----------- |
| Deutschland (GfK)         | 32          |

| ChartsChartplatzierungen | Höchstplatzierung | Wochen |
| ------------------------ | ----------------- | ------ |
| Deutschland (GfK)        | 7 (17 Wo.)        | 17     |
| Österreich (Ö3)          | 21 (15 Wo.)       | 15     |
| Schweiz (IFPI)           | 79 (4 Wo.)        | 4      |

| ChartsJahrescharts (2003) | Platzierung |
| ------------------------- | ----------- |
| Deutschland (GfK)         | 52          |

## Coverversionen (Auswahl)
- 2013: Heino (Album: Mit freundlichen Grüßen)[8]
- 2016: The BossHoss (Album: Sing meinen Song – Das Tauschkonzert, Vol. 3)[9]